# セバスチャン・シフィデフスキ
セバスチャン・シフィデフスキ（Sebastan Świderski、男性、1977年6月26日 - ）はポーランドの元男子バレーボール選手。元ポーランド代表。現在はポーランドバレーボール連盟の会長を務める。

## 来歴

### クラブチーム
スクフィエジナ出身。1995年、GTPS Gorzów Wielkopolski入団。1999/00シーズンのポーランドプラスリーガで準優勝を果たした。2000年、Grupa Azoty ZAKSA Kędzierzyn-Koźleへ移籍。在籍した3年間では2000/01～2002/03シーズンにかけてのポーランドプラスリーガで3連覇に貢献した。また、ポーランドカップでは2度のタイトル獲得を果たした。2003/04シーズンからはイタリアセリエA1のウンブリア・バレーで4シーズンプレーした。2004/05シーズンはセリエA1リーグで準優勝した。2007/08シーズンから3年間はASバレー・ルーベでプレーした。2008/09シーズンのセリエA1リーグで3位、イタリアカップで優勝した。2010/11シーズンからは再びGrupa Azoty ZAKSAケンジェジン＝コジレと契約しリーグ準優勝を果たした。2011/12シーズンをもって現役を引退した。引退後はGrupa Azoty ZAKSA Kędzierzyn-Koźleで9年間コーチを務めた。2021年よりポーランドバレーボール連盟の会長を務めている。

### 代表チーム
アンダーカテゴリーの代表として1997年のU-21世界選手権で金メダルを獲得した。1998年、シニアのポーランド代表に初選出され、同年の世界選手権に出場した。2001年の欧州選手権では5位となった。2002年、ワールドリーグで5位となった。2004年、アテネ五輪に出場した。2005年のワールドリーグで4位となった。2006年、日本で開催された世界選手権では銀メダルを獲得した。2007年、ワールドリーグでは4位となった。2008年、北京五輪に出場した。

## 球歴
- オリンピック - 2004年、2008年
- 世界選手権 - 1998年、2002年、2006年
- ワールドリーグ - 1998年、1999年、2000年、2002-2008年
- 欧州選手権 - 2001年、2003年、2005年、2007年

## 受賞歴
- 2008年 北京五輪 - ベストスパイカー賞

## 所属クラブ
- GTPS Gorzów Wielkopolski（1995-2000年）
- Grupa Azoty ZAKSA Kędzierzyn-Koźle（2000-2003年）
- ウンブリア・バレー（2003-2007年）
- ASバレー・ルーベ（2007-2010年）
- Grupa Azoty ZAKSA Kędzierzyn-Koźle（2010-2012年）